# Libkovice (zámek)
Libkovice jsou zaniklý zámek ve stejnojmenné vesnici v okrese Louny. Stával v areálu hospodářského dvora v západní části vesnice.

## Historie
Předchůdcem zámku byla tvrz ze čtrnáctého století. Její polovinu koupil v roce 1578 Petr Novohradský z Kolovrat a poté, co získal i druhou polovinu, prodal Libkovice roku 1583 Griseldě Švamberkové z Lobkovic. Buď on nebo ona nechali tvrz přestavět na renesanční zámek. Po smrti Griseldy Švamberkové v roce 1607 panství zdědila Kateřina Berková z Dubé provdaná za Jáchyma Libštejnského z Kolovrat. Po ní přešlo na její dceru provdanou za hraběte z Valdštejna. Dalšími majiteli se stali arcibiskup Jan Bedřich z Valdštejna (1684), Mikuláš z Klebelsberku (1693), hrabě Jan Jiří Clary-Aldringen (1694) a od roku 1755 hrabě Adam Hartig, který nechal rozšířit hospodářské zázemí a samotný zámek upravit v barokním slohu. V devatenáctém století patřily Libkovice k Valči, ale podle Augusta Sedláčka je až do roku 1850 vlastnili potomci Jana Jiřího Clary-Aldringena jako samostatný statek.
Ve dvacátých letech dvacátého století vznikla naproti barokní sýpce novobarokní budova, která svým vzhledem připomíná malý zámek, ale skutečný zámek v hospodářském dvoře byl v sedmdesátých letech téhož století zbořen.

## Stavební podoba
Renesanční zámek tvořila dvě patrová obdélná křídla s omítkami zdobenými psaníčkovými sgrafity. V pravoúhlém nároží stávala později zbořená dvoupatrová věž. V severozápadním průčelí se nacházel portál s kamenným vyžlabeným ostěním a klenákem. Sklepy a přízemní chodby byly zaklenuté hřebínkovými klenbami. Při barokních úpravách vznikly zejména štukované stropy v patrech.